# Xã Spruce Grove, Quận Beltrami, Minnesota
Xã Spruce Grove (tiếng Anh: Spruce Grove Township) là một xã thuộc quận Beltrami, tiểu bang Minnesota, Hoa Kỳ. Năm 2010, dân số của xã này là 55 người.